# Lorde Forbes
Lorde Forbes é o mais antigo Senhorio do Parlamento no Pariato da Escócia.
O título foi criado algum tempo depois de 1436 para Alexander de Forbes, barão feudal de Forbes. A data precisa da criação não é conhecida, mas em um Preceito datado de 12 de julho de 1442, ele já é denominado Lord Forbes. O Pariato da Escócia de 1834 de Brown dá como ano de criação 1440. O descendente de Alexandre, o décimo segundo Lorde, serviu como Lorde Tenente de Aberdeenshire e Kincardineshire. Seu bisneto, o décimo sétimo Lorde, foi general do Exército e atuou na Câmara dos Lordes como representante escocês de 1806 a 1843. Seu filho, o décimo oitavo Lorde, lutou na Batalha de Waterloo em 1815. 
Ele foi sucedido por seu filho, o décimo nono Lorde. Ele foi um representante escocês de 1874 a 1906. Seu sobrinho, o vigésimo primeiro Lorde, serviu como Representante Escocês entre 1917 e 1924. O filho deste último, o vigésimo segundo Lord, sentou-se na Câmara dos Lordes como um representante escocês de 1955 a 1963, quando todos os pares escoceses receberam um assento automático na Câmara dos Lordes, e serviu na administração conservadora de Harold Macmillan como Ministro de Estado para a Escócia de 1958 a 1959.  O título é atualmente detido por seu filho, Malcolm Nigel, o vigésimo terceiro Lorde Forbes, que o sucedeu em 2013. Lorde Forbes é o chefe do Clã Forbes.
O hon. Patrick Forbes, terceiro filho do segundo Lord Forbes, foi ancestral dos Condes de Granard e dos baronetes Forbes de Craigievar. Além disso, os Lordes Forbes de Pitsligo eram descendentes de Sir William Forbes, irmão de Alexander Forbes, 1.º Lorde Forbes.
A sede da família é Castle Forbes, perto de Alford, Aberdeenshire.

## A questão da numeração
John Forbes (1570–1606), o filho mais velho sobrevivente de John Forbes, 8.º Lorde Forbes, tornou-se frade e aparentemente abandonou sua reivindicação ao senhorio. Ele morreu mais tarde no mesmo ano (1606) que seu pai e haveria disputa sobre se sua breve sucessão deveria ser contada na numeração dos senhorios. A questão foi mais recentemente ( Desde 2023  ) estabeleceu-se em 1955, declarando que não seria considerado um Lord Forbes e que seu irmão mais novo seria o sucessor imediato de seu pai como Arthur Forbes, 9.º Lord Forbes. 

## Lordes Forbes (c. 1444)

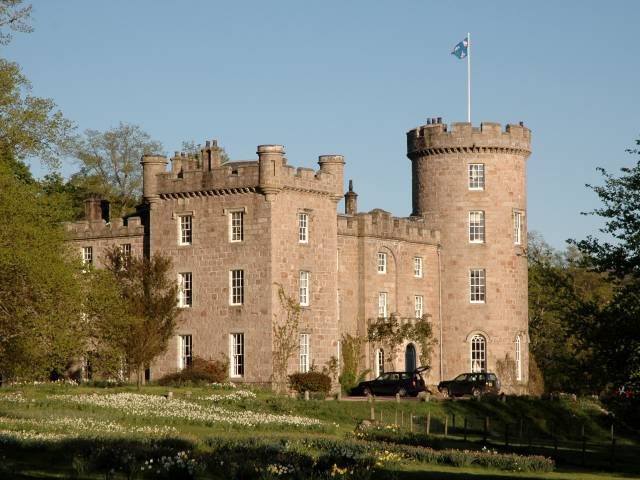
Castelo Forbes, Aberdeenshire - a sede da família

- 1.º 1445–1448: Alexander Forbes (c. 1380–1448)
- 2.º 1448–c. 1461 1461: James Forbes (d. 1462, filho de 1.º Lorde)
- 3.º c. 1461- em 1488: William Forbes (d. 1483, filho do 2.º Lorde)
- 4.º em 1488–c. 1491 1491: Alexander Forbes (d. c. 1491, filho do 3.º Lorde)
- 5.º c. 1491–c. 1496 1496: Arthur Forbes (d. c. 1496, filho do 3.º Lorde)
- 6.º c. 1496–1547: John Forbes (d. 1547, filho do 3.º Lorde)
- 7.º 1547–1593: William Forbes (1513-1593, filho do 6.º Lorde)
- 8.º 1593–1606: John Forbes (1542-1606, filho do 7.º Lorde)
- 9.º 1606-depois de 1634 : Arthur Forbes (1581-1641, filho do 8.º Lorde)
- 10.º depois de 1634-1672: Alexander Forbes (1600-1672, filho de 9.º Lorde) (M. Anne, filha de John Lorde Forbes de Pitsligo)
- 11.º 1672–1697: William Forbes (d. 1697, filho de 10.º Lorde & Anne )
- 12.º 1697–1716: William Forbes (1656-1716, filho de William, 11.º Lorde)
- 13.º 1716–1730: William Forbes (d. 1730, filho do 12.º Lorde)
- 14.º 1730–1734: Francis Forbes (1721-1734, filho do 13.º Lorde)
- 15.º 1734–1761: James Forbes (1689-1761, segundo filho de William, 12.º Lorde) (M. Maria, filha de Alexandre, terceiro Lorde Forbes de Pitsligo)
- 16.º 1761–1804: James Forbes (1725-1804, filho de James, 15.º Lorde) (M. Catherine)
- 17.º 1804–1843: James Ochoncar Forbes (1765–1843,[4] filho do 16.º Lorde e Catarina)
- 18.º 1843–1868: Walter Forbes (1798-1868, filho do 17.º Lorde)
- 19.º 1868–1914: Horace Courtenay Gammell Forbes (1829-1914, filho mais velho de Walter, 18.º Lorde)[4]
- 20.º 1914–1916: Atholl Monson Forbes (1841-1916, filho mais novo de Walter, 18.º Lorde)
- 21.º 1916–1953: Atholl Laurence Cunyngham (1882-1953, filho do 20.º Lorde)[4]
- 22.º 1953–2013: Nigel Ivan Forbes (1918-2013, filho do 21.º Lorde)[4]
- 23.º 2013-presente: Malcolm Nigel Forbes (b. 1946, filho do 22.º Lorde)

O herdeiro aparente é o neto do atual detentor, Geordie Malcolm Andrew Forbes ( b. 2010 ), denominado Mestre de Forbes